# Lucanus oberthuri
Lucanus oberthuri is een keversoort uit de familie vliegende herten (Lucanidae). De wetenschappelijke naam van de soort is voor het eerst geldig gepubliceerd in 1896 door Planet.